# Martin Landolt

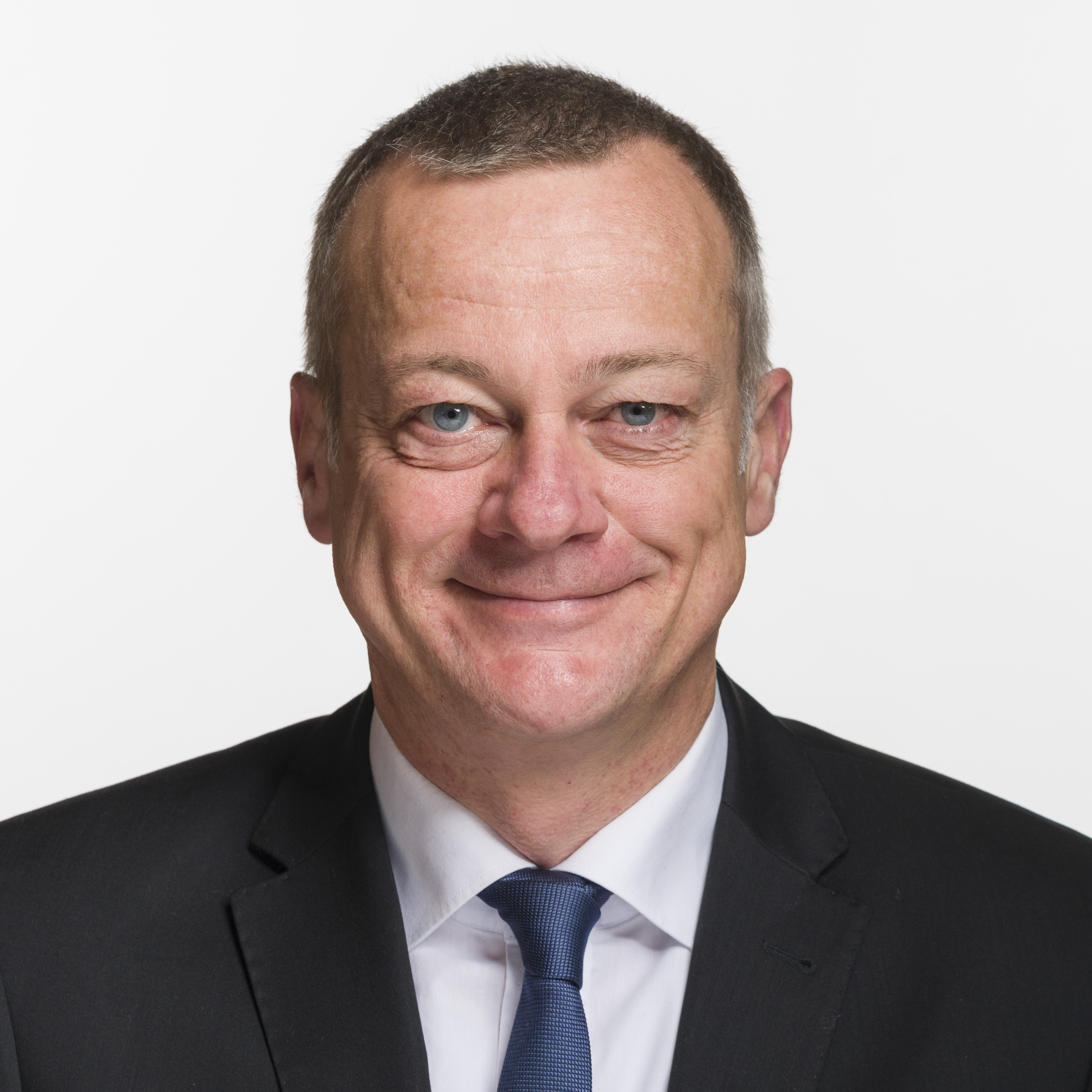
Martin Landolt (2019)

Martin Landolt (* 30. Juni 1968 in Näfels; heimatberechtigt in Glarus Nord) ist ein Schweizer Politiker (Die Mitte, vormals BDP). Er war 2009–2023 Mitglied des Nationalrats. Von Mai 2012 bis zu deren Fusion mit der CVP zur neuen Partei Die Mitte Anfang 2021 war er Präsident der BDP.

## Beruf
Landolt absolvierte eine kaufmännische Lehre bei der Glarner Kantonalbank. Später bildete er sich berufsbegleitend zum eidgenössisch diplomierten Betriebsökonomen HWV weiter. Neben der Glarner Kantonalbank zählen Swisscanto und die Bank Vontobel zu seinen wichtigsten beruflichen Stationen. Von November 2010 bis Oktober 2013 arbeitete Landolt bei der UBS als politischer Berater.
Seit Juni 2022 ist er in Nachfolge von Heinz Brand Verwaltungsratspräsident des Krankenkassenverbands Santésuisse.

## Politik
Landolt wurde 1998 in den Glarner Landrat (Legislative) gewählt, den er 2006/2007 präsidierte. Von 2001 bis 2005 war er Fraktionschef der Glarner SVP und von 2003 bis 2008 Vizepräsident der SVP Glarus. Am 19. Mai 2008 gab er seinen Rücktritt als Vizepräsident der SVP Glarus und seinen Austritt aus der SVP bekannt. Als Begründung führte er an, dass das von ihm vertretene liberale Gedankengut nicht mehr in die Partei passe. Zudem habe er Mühe mit dem Stil der Partei und vermisse bei parteiinternen Auseinandersetzungen die Fairness. Der Parteiaustritt erfolgte vor dem Hintergrund des Ausschlussverfahrens der SVP Schweiz gegen die SVP-Kantonalpartei Graubünden, das eröffnet wurde, nachdem diese Bundesrätin Eveline Widmer-Schlumpf nicht aus der Partei ausgeschlossen hatte.
Am 28. August 2008 gründete er zusammen mit rund 100 weiteren Interessierten die Bürgerlich-Demokratische Partei des Kantons Glarus, die er anschliessend präsidierte. Am 8. Februar 2009 wurde er als Nachfolger des zurückgetretenen Werner Marti in den Nationalrat gewählt. Mit seiner Wahl erreichte die Bürgerlich-Demokratische Partei Fraktionsstärke, womit sie seit der Frühlingssession 2009 eine eigene Fraktion (Fraktion der Bürgerlich-Demokratischen Partei) bildet. Landolt wurde am 2. März 2009 als Nationalrat vereidigt.
Am 5. Mai 2012 wurde Landolt per Akklamation zum Nachfolger von Hans Grunder als Präsident der BDP gewählt. Die BDP galt aufgrund ihrer grossen Übereinstimmung mit den schweizerischen Volksentscheiden als Partei der Mitte; gemäss Landolt sei niemand näher beim Volk, nur weil er behaupte, die anderen seien es nicht. Landolt beklagte ein zunehmendes Verständnis für Lügen in Abstimmungskämpfen als angebliche «Gesetzmässigkeiten» und wollte die Partei für 2017 in der Mitte als Partei der Vernunft gegen solche Praktiken positionieren: «Wenn Linkspopulismus die Antwort auf Rechtspopulismus ist, dann gewinnt am Schluss niemand anders als der Populismus.» Im Jahr 2020 wollte er als BDP-Präsident zurücktreten, blieb mangels eines geeigneten Nachfolgers aber bis zur Fusion der BDP mit der CVP zur neuen Partei Die Mitte Anfang 2021 im Amt.
Er ist Mitglied der 2013 auf Initiative der Getränkehersteller gegründeten Lobbygruppe für Süssgetränke IG Erfrischungsgetränke.
Bei den Parlamentswahlen im Herbst 2023 trat er nicht mehr an, was er bereits früher angekündigt hatte. Im Februar 2023 teilte er zudem mit, dass er per Ende Mai 2023 auch aus dem Glarner Landrat zurücktritt.
Er lebt zusammen mit seinen drei Töchtern in einer Patchworkfamilie in Näfels.